# Николаос Платанияс
Николаос Платанияс или капитан Лахтарас (на гръцки: Νικόλαος Πλατανιάς, καπετάν Λαχτάρας) е гръцки офицер (поручик) и революционер, деец на Гръцката въоръжена пропаганда в Македония от началото на XX век.

## Биография
Николаос Платанияс е роден в Яницу, Фтиотида и се издига до чин поручик от гръцката армия и става командир на андартска чета в Западна Македония. В средата на 1907 година замества Григорис Фалиреас и е най-активен в района на Нестрам. На 3 юли 1907 година четата му заедно с тези на Георгиос Томбрас (капитан Рупакяс) и Иванчо Терзиовски дават сражение на четата на Атанас Кършаков, в което българският войвода загива.
Николаос Платанияс вероятно е идентичен с андартския капитан Василакис (Василиос) Лахтарис, идентифициран от дейци на ВМОРО чрез заловени писма на гръцката пропаганда.
През 1905 година Василакис Лахтарис начело на чета от 120 души от село Желево пристига в района на Преспанското езеро, като има за цел да нападне Буковик и Оровник. На 15 октомври цялата андартската чета влиза в село Оровник, хваща дузина от първенците на селото, като им предлага да станат патриаршисти. Обединените чети на ВМОРО на Митре Влаха, Пандо Кляшев и Атанас Кършаков, разделени на 3 отряда за засада и един атакуващ наближават селото. Изненадващата атака командвана от Митре Влаха води до смъртта на 13 андарти, другите панически бягат в Желево, откъде се изтеглят към Лерин. При повторното си завръщане в областта Василикис Лахтарис отсяда в село Нивици с 30 свой четници, където е предаден на турците от местното българско население.
Според Георгиос Панайотидис, учител в Цотилската гимназия, пишещ в 1910 година, четата на Лахтарас заедно с обединената чета на капитаните Мальос и Вергас и тези на Лицас, Закас и Илияс Делиянакис участва в Битката при Осничани на 7 май 1906 година.
Участва в Балканската и Междусъюзническата война, по време на която умира от раните си в Солун.